# 萨帕尔迭尔德拉卡尼亚达
萨帕尔迭尔德拉卡尼亚达，是西班牙卡斯蒂利亚-莱昂阿维拉省的一个市镇。总面积40平方公里，总人口171人（2001年），人口密度4人/平方公里。